# Jackson Browne
Jackson Browne, (Heidelberg, 1948. október 9. –) amerikai rockzenész, folkzenész, énekes, dalszerző, politikai aktivista. Csak Joni Mitchell és James Taylor említhelő mellette a hatásuk tekintetében. Több mint 30 millió albumot adott el az Egyesült Államokban.

## Pályafutása
Jackson Browne 1948-ban született a nyugat-németországi Heidelbergben. Apja, aki az amerikai hadseregben szolgált, itt állomásozott. Fiatalon családjával Los Angelesbe, Kaliforniába költözött. felkeltette érdeklődését a folkzene. 1966-ban csatlakozzott a Nitty Gritty Dirt Bandhez, és több hónapig velük maradt.
1967-ben szerződést írt alá a Nina Music-szal, és dalait olyan előadók játszották, mint Tom Rush és Steve Noonan. Greenwich Village-be költözött, ahol rövid időre csatlakozott Tim Buckley együtteséhez, és három dalt írt Nico-val a "Chelsea Girl" című albumához. Ezután visszatért Los Angelesbe, ahol Ned Donehey-vel és Jack Wilce-el folkzenekart alapított. Olyan művészek is felvették a dalait, mint Linda Ronstadt és a The Byrds.
1971-ben szerződést írt alá az Asylum Records-szal, majd a következő évben kiadta első albumát „Jackson Browne” címmel. A két következő, a „Doctor My Eyes” és a „Take it Easy” című dal hatalmas siker lett. A sláger ellenére Jackson Browne nem lett még jelentős popsztár. A „Late for the Sky” című harmadik albuma 1974-ben lényegesen jobban kelt el, mint második albuma.
1975-ben feleségül vette Phyllis Major modellt, aki 1976. tavaszán túladagolt tablettáktól öngyilkos lett. Az öngyilkosság után kiadtott a „The Pretender” album áttörést okozott a nagyközönség körében. Browne hosszabb turnéra ment. Az ennek során kiadott nagylemez: „Running on Empty”.
Tiltakozási akciókban is részt vett. Ő volt az egyik alapítója a Musicians United for Safe Energy (MUSE) nevű − zenészekből álló − tiltakozó csoportnak, amely az atomenergia használata ellen szerveződött.
1980-ban a „Hold Out” album rossz kritikákat kapott, de kereskedelmi sikert aratott. Ez az egyetlen albuma, amely az Egyesült Államokban az első helyet ért el.
Jackson Browne dalszövegei az 1980-as években politikai jelentőségűvé váltak. A Lawyers in Love (1983) és a Lives in the Balance (1986) című filmben Ronald Reagan alatti politikáját bírálta.
Az 1989-es „World in Motion” lemez kevésbé sikerült, és hosszú idő óta ez volt az első albuma, amely nem lett aranylemez. A következő négy év csendes volt Browne körül. Önként jelentkezett néhány jótékonysági szervezetben. 1993-ban visszatért a személyesebb albummal, az „I'm Alive”-val, amely bár nem tartalmazott slágereket, a kritikai elismerést kapott, és jól fogyott. Következő albumai, a „Looking East” (1996) és a „The Naked Ride Home” (2002) nem tudták folytatni ezt a sikert.
2004. októberében más zenészekkel próbálta rávenni az embereket, hogy ne szavazzanak George W. Bushra az elnökválasztáson.
2008-ban ő és más ismert előadók dolgoztak a „Songs for Tibet” című albumon, amely Tibet és a Dalai Láma, Tendzin Gyaco támogatását fejezte ki. A „Songs for Tibet” a 2008-as nyári olimpiával egy időben jelent meg a Kínai Népköztársaságban, világszerte pedig a zeneboltokban.

## Albumok
- Saturate Before Using (1972)
- For Everyman (1973)
- Late for the Sky (1974)
- The Pretender (1976)
- Running On Empty (1977)
- Hold Out (1980)
- Lawyers In Love (1983)
- Lives In The Balance (1986)
- World In Motion (1989)
- I'm Alive (1993)
- Looking East (1996)
- The Next Voice You Hear, The Best Of Jackson Browne (1997)
- Naked Ride Home (2002)
- Solo Acoustic, Vol. 1 (2005)
- Solo Acoustic, Vol. 2 (2008)
- Time the Conqueror (2008)
- Love Is Strange (2010, live)
- Standing In The Breach (2014)
- Downhill From Everywhere (2021)

## Díjak
- 2004: Rock and Roll Hall of Fame
- 2014: „Spirit of Americana” − Free Speech Award
- 2018: Gandhi Peace Award

## Fordítás
Ez a szócikk részben vagy egészben  a   Jackson Browne című holland Wikipédia-szócikk ezen változatának fordításán alapul.  Az eredeti cikk szerkesztőit annak laptörténete sorolja fel. Ez a jelzés csupán a megfogalmazás eredetét és a szerzői jogokat jelzi, nem szolgál a cikkben szereplő információk forrásmegjelöléseként.